# Niceto Pérez, Cuba
Niceto Pérez là một đô thị và thành phố ở tỉnh Guantánamo của Cuba. Đô thị này cách tỉnh lỵ Guantánamo 10 km về phía tây.

## Dân số
Năm 2004, đô thị Niceto Pérez có dân số 17.783 người. Tổng diện tích là 640 km² (247,1 mi²), với mật độ dân số 27,8người/km² (72người/sq mi).